# Луций Ветурий Красс Цикурин
Лу́ций Вету́рий Красс Цикури́н (лат. Lucius Veturius Crassus Cicurinus; умер после 367 года до н. э.) — римский политический деятель из патрицианского рода Ветуриев, военный трибун с консульской властью 368 и 367 годов до н. э.
Во время трибунатов Луция Ветурия обострилась борьба вокруг законопроектов Секстия и Лициния о допуске плебеев к консульству и других мерах для улучшения положения плебса. В связи с этим в 368 году до н. э. дважды назначались диктаторы; в 367 году Марк Фурий Камилл получил диктатуру и воевал с галлами, а в Риме сенат был вынужден уступить плебеям. Роль Красса Цикурина в этих событиях неизвестна.